# سیر گرین
سیر گرین (به انگلیسی: Seer Green) یک روستا و محله مدنی در بریتانیا است که در Chiltern واقع شده‌است. سیر گرین ۲٬۳۱۱ نفر جمعیت دارد.